# 팔라시오 비스탈레그레

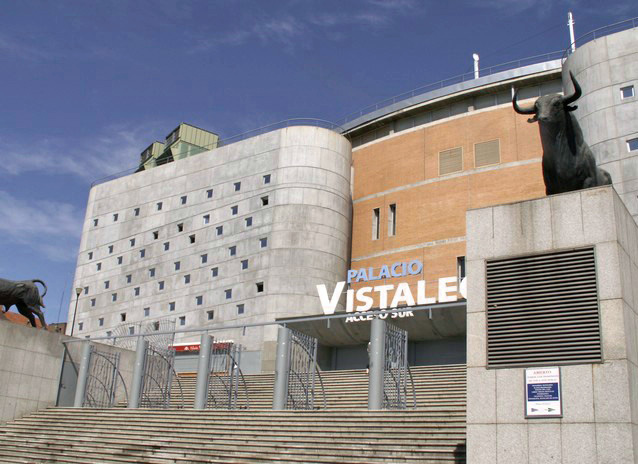

팔라시오 비스탈레그레는 스페인 마드리드 비스탈레그레에 위치한 다목적 경기장이다. 총 3개(아레나, 센터, 살 살라 미구엘)의 구역으로 나뉘어 있고, 수용인원은 각각 14,000명, 5,000명, 1,978명이다. 이 중 아레나는 리그 오브 레전드 월드 챔피언십 2019의 개최지로 선정되었다.

## 2019 롤드컵 경기 일정
- 8강
  - 그리핀 1-3 인빅터스 게이밍
  - 펀플러스 피닉스 3-1 프나틱
  - SKT T1 3-1 스플라이스
  - 담원 게이밍 1-3 G2 e스포츠
- 4강
  - 인빅터스 게이밍 1-3 펀플러스 피닉스
  - SKT T1 1-3 G2 e스포츠